# Little Red Record
Little Red Record è il secondo album del gruppo Matching Mole, registrato nell'estate del 1972 e pubblicato il novembre successivo dalla CBS.

## L'album
Rispetto al primo disco, in Little Red Record non compare il tastierista David Sinclair ma vi sono le prestigiose collaborazioni di Brian Eno, al sintetizzatore nel brano Gloria Gloom, e di Robert Fripp, il chitarrista dei King Crimson, in veste di produttore. La musica, che si ispira e raffina ulteriormente quella del precedente lavoro, viene composta da tutti i membri della band, una democratica decisione di Wyatt per non ripetere la monocorde esperienza vissuta nei Soft Machine, la band che aveva lasciato l'anno precedente.
L'energia innovativa del sound aumenta di pari passo con la ricerca e si avvicina ulteriormente alla fusion grazie all'apporto di MacRae, che compone la maggior parte dei brani, mentre i testi sono scritti da Wyatt, concentrato sul ruolo di batterista e soprattutto sulla ricerca vocale. Il critico Piero Scaruffi ha sostenuto che l'alternarsi di misteriosi bisbiglii, ironici falsetti, malinconiche cantilene ed echi che sfumano contribuiscono a fare di Little Red Record una delizia per gli appassionati di rock sperimentale. Tra i brani migliori vi sono Gloria Gloom, aperta dal sintetizzatore di Eno e sviluppata dal graffiante testo di Wyatt, la strumentale Smoke Signal, i cui cambi di ritmo spaziano tra il jazz, lo space rock e l'avanguardia in un mosaico di riflessi, e la classica God Song, altro testo aggressivo cantato da Robert.
Il crescente impegno politico di Robert Wyatt, che culminerà nell'adesione al Partito Comunista di Gran Bretagna negli anni ottanta, si riflette nel titolo, traduzione di dischetto rosso e palese omaggio al libretto rosso di Mao Tse-tung, nei testi e nella copertina dell'album, dove i componenti della band sono raffigurati come dei guerriglieri armati.

## Scioglimento della band
L'album è l'ultimo del gruppo, che nell'autunno del 1972 si scioglie. In seguito Wyatt avrebbe dichiarato che non si sentiva tagliato per fare il leader di una band, e che inoltre si erano presentati problemi con l'abuso di alcolici e di organizzazione che non ha saputo risolvere.

## Tracce

### Edizione originale in vinile (1972)

#### Lato A
1. Starting In The Middle Of The Day We Can Drink Our Politics Away (Dave McRae) - 2:31
2. Marchides (Dave MacRae) - 8:25
3. Nan True's Hole (Phil Miller) - 3:37
4. Righteous Rhumba (Phil Miller) - 2:50
5. Brandy As In Benj (Dave MacRae) - 4:24

#### Lato B
1. Gloria Gloom (Bill MacCormick) - 8:05
2. God Song (Phil Miller) - 2:59
3. Flora Fidgit (Bill MacCormick) - 3:27
4. Smoke Signal (Dave MacRae) - 6:38

### Edizione della BGO in CD (1993)
1. Gloria Gloom (Bill MacCormick) - 8:07
2. God Song (Phil Miller) - 2:59
3. Flora Fidgit (Bill MacCormick) - 3:28
4. Smoke Signal (Dave MacRae) - 6:41
5. Starting In The Middle Of The Day We Can Drink Our Politics Away (Dave McRae) - 2:30
6. Marchides (Dave MacRae) - 8:25
7. Nan True's Hole (Phil Miller) - 3:37
8. Righteous Rhumba (Phil Miller) - 2:51
9. Brandy As In Benj (Dave McRae) - 4:25

## Musicisti

### Formazione
- Robert Wyatt - voce, percussioni
- Dave MacRae - tastiere
- Phil Miller - chitarra
- Bill MacCormick - basso

### Ospiti
- Dave Gale - cori
- Ruby Crystal - cori
- Little Honest Injun - cori
- Brian Eno - sintetizzatore